# Eudejeania argyropa
Eudejeania argyropa är en tvåvingeart som först beskrevs av Ignaz Rudolph Schiner 1868.  Eudejeania argyropa ingår i släktet Eudejeania och familjen parasitflugor. Inga underarter finns listade i Catalogue of Life.